# 1993 في نيجيريا
فيما يلي قوائم الأحداث التي وقعت خلال عام 1993 في نيجيريا.

## سياسة

### تعيين في المنصب
- 17 نوفمبر – ساني أباتشا رئيس نيجيريا.

### انتهاء فترة المنصب
- 26 أغسطس – إبراهيم بابنجيدا رئيس نيجيريا.

## مواليد

### يناير
- 1 يناير – ميشيل أولايتان لاعب كرة قدم نيجيري.
- 16 يناير – كيمي أديكويا

### فبراير
- 10 فبراير – عبد الجليل أجاجون لاعب كرة قدم نيجيري.
- 20 فبراير – أوستين أموتو لاعب كرة قدم نيجيري.

### مارس
- 9 مارس – جون ماري لاعب كرة قدم كاميروني.
- 12 مارس – عبد الله شيهو لاعب كرة قدم نيجيري.

### مايو
- 8 مايو – أولارنواجو كايودي لاعب كرة قدم نيجيري.
- 27 مايو – ميكل أغو لاعب كرة قدم نيجيري.

### يوليو
- 14 يوليو – كينيث نغوك لاعب كرة قدم نيجيري.

### أكتوبر
- 10 أكتوبر – الحاجي جيرو لاعب كرة قدم نيجيري.
- 11 أكتوبر – شيدي أوسوشوكو لاعب كرة قدم نيجيري.
- 17 أكتوبر – كينيث أوميرو لاعب كرة قدم نيجيري.
- 24 أكتوبر – إيموه إزيكييل لاعب كرة قدم نيجيري.

### نوفمبر
- 11 نوفمبر – بيتر إبيموبوي لاعب كرة قدم نيجيري.
- 17 نوفمبر – غومو أوندوكو لاعب كرة قدم نيجيري.

### ديسمبر
- 17 ديسمبر – ايمانويل دانيال لاعب كرة قدم نيجيري.
- 24 ديسمبر – ميشال باباتوندي لاعب كرة قدم نيجيري.

## وفيات

### أكتوبر
- 16 أكتوبر – فلورا نوابا (مواليد 1931) كاتبة نيجيرية.